# Robustiano Sánchez Marroquín
Robustiano Sánchez Marroquín (siglo XIX-siglo XX) fue un escritor y periodista español.

## Biografía
Era natural de Santiago, donde terminó la carrera de Derecho y escribió sus primeros textos en Iris (1868) y El Eco de la Democracia. Colaboró en La Justicia Federal, El Reformista, La Broma y La Correspondencia Imparcial, además de ser redactor de La Federación Ibérica (1868) y El Globo bajo la dirección de Maissonave y Vicenti y, hacia comienzos del siglo XX, desempeñarse como redactor-jefe de El Diario Español. Fue miembro de la Asociación de la Prensa de Madrid desde 1895.